# Chiesa di San Silvestro (Venezia)

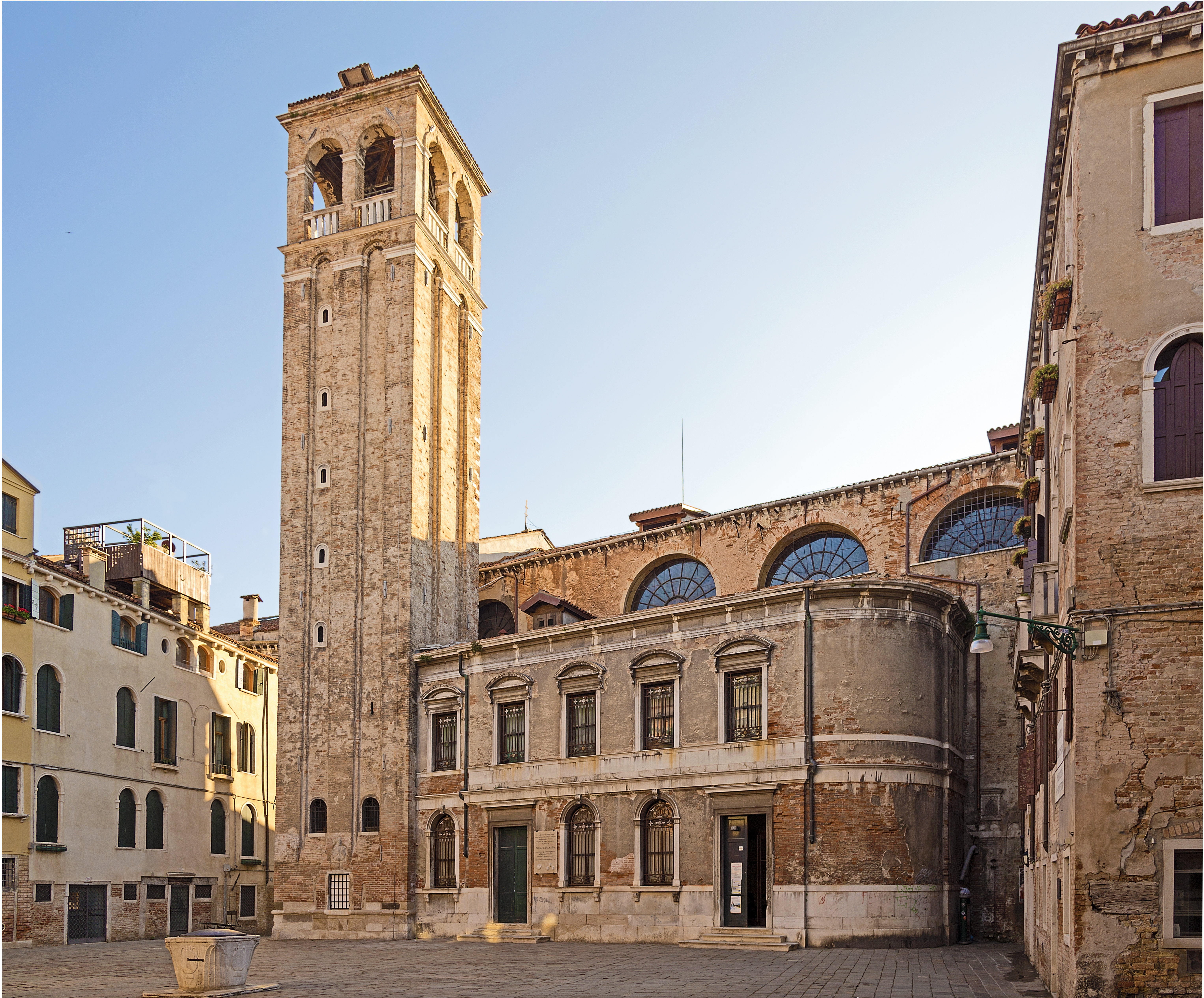
La chiesa e il campanile in Campo San Silvestro

La chiesa di San Silvestro papa è un edificio religioso della città di Venezia, situato nell'omonimo campo del sestiere di San Polo nei pressi di Rialto
Già sede del patriarca di Grado, costituisce oggi una parrocchia del patriarcato di Venezia.

## Storia
Fondata nel IX secolo, divenne a partire dal 1105 stabile sede dei patriarchi di Grado, che nei pressi avevano il proprio palazzo, facendo parte integrante, assieme alle parrocchie cittadine da essa dipendenti, nella diocesi gradense sino alla soppressione del titolo nel 1451, quando tutte le chiese veneziane confluirono nel nuovo patriarcato di Venezia con sede a San Pietro di Castello (ad esclusione della basilica marciana e delle sue dipendenze che continuarono a costituire una giurisdizione separata sino al 1807).
Riedificata tra il 1422 ed il 1485, incorporando il vicino oratorio di Ognissanti, consacrato nel 1177 da papa Alessandro III, venne rimaneggiata nel Seicento.
Per le precarie condizioni statiche, venne riedificata pressoché integralmente tra il 1837 e il 1843 ad opera degli architetti Sebastiano Santi e successivamente da Giovanni Battista Meduna. La facciata fu rifatta nel 1909 da Giuseppe Sicher e nel 1932-34 il soffitto fu modificato da mezza volta a cassettoni.
La chiesa presenta attualmente la facciata con vista sul rio terà San Silvestro, mentre originariamente era orientata in senso opposto, con facciata principale a vista sul Canal Grande.

## Descrizione
L'interno della chiesa presenta una struttura a navata unica, terminante in un'abside semicircolare. Lo stile è neoclassico e, oltre all'altar maggiore, sono presenti quattro altari laterali, due per ciascun lato.
Alcune delle opere d'arte della chiesa sono state in parte rimaneggiate nel XVIII secolo, a esempio il polittico sulla parete di ingresso, raffigurante la Vergine, santi ed episodi sacri, risalente al Trecento: originariamente ospitato nella vicina Scuola dei Mercanti da vin, fu trasferito prima nella sacrestia della chiesa e poi nella sua nuova collocazione venne rimaneggiato nel 1756. 
L'altare maggiore è ornato da due sculture ottocentesche di Luigi Ferrari, raffiguranti Due angeli adoranti. Nel primo altare a sinistra si trova un'altra opera ottocentesca, il dipinto San Silvestro battezza Costantino di Sebastiano Santi, mentre nel secondo altare a sinistra c'è la tavola San Tommaso Becket in trono tra angeli e santi, realizzata da Girolamo da Santacroce nel 1520, e il rifacimento ottocentesco de I santi Giovanni Battista e Francesco per mano di Leonardo Gavagnin.
Nel primo altare laterale di destra è presente il Battesimo di Cristo del Tintoretto, anch'esso rimaneggiato nel corso dei secoli e riportato al suo stato originale dagli ultimi restauri. Anche il quadro del secondo altare di destra, Sacra Famiglia: la Vergine e san Giuseppe presentano Gesù al Padreterno, opera di Johann Carl Loth, subì modifiche successive da parte di Ludovico David.
Da menzionare infine, sopra la porta principale, l'urna funebre del procuratore Filippo Morosini, opera di stile lombardesco del primo Cinquecento.